# Hippodrome-golf Marseille Borély
 (avril 2025).
Pour les articles homonymes, voir Borély.
L'hippodrome-golf Marseille Borély est un terrain de golf sur un hippodrome, du parc Borély, sur la route de bord de mer des  plages de Marseille, du 8e arrondissement de Marseille, dans les Bouches-du-Rhône en Provence-Alpes-Côte d'Azur.

## Histoire
L’hippodrome Borély est inauguré avec une première course hippique le 4 novembre 1860 par la Société des Courses de Marseille. 

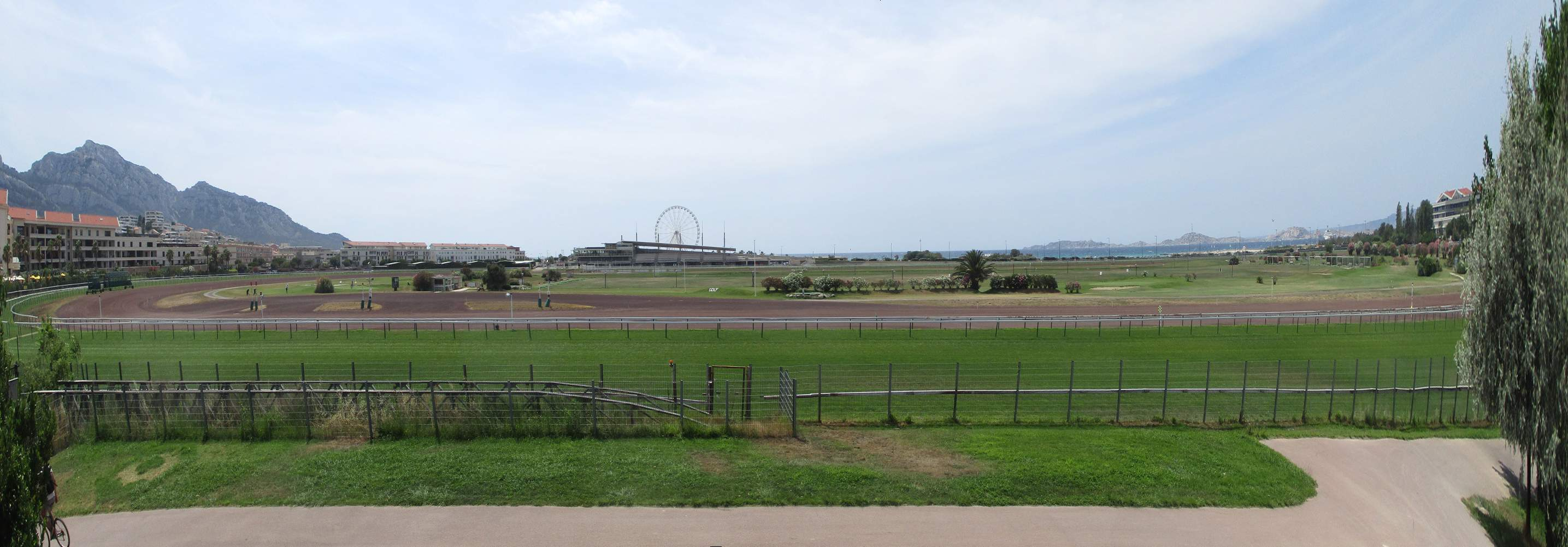
Vue du golf-hippodrome depuis le château Borély du parc Borély voisin, sur fond de mer Méditerranée, massif de Marseilleveyre, îles du Frioul, et château d'If.

Il est aménagé avec ses deux pistes de course hippique sur une surface de 15 hectares, voisine du parc Borély (du château Borély du XVIIIe siècle, qui héberge à ce jour le musée des Arts décoratifs, de la Faïence et de la Mode) sur la route du bord de mer des plages de Marseille. Totalement rénové et modernisé en 1999, il est le siège de la Société Sportive de Marseille, fondée en 1897. Un terrain de golf urbain de 7,5 hectares de neuf trous sur 1 195 m est aménagé au centre des deux pistes de course de l’hippodrome, avec vue panoramique sur la mer Méditerranée, les îles du Frioul, et le château d'If... Marseille dispose d'un second hippodrome avec l'hippodrome Marseille Vivaux.

### Caractéristiques
- 1 terrain de golf de 7,5 hectares de neuf trous sur 1 195 m (au centre des deux pistes de course),
- 1 piste de galop en herbe de 1 600 m pour 28 m de largeur,
- 1 piste de trot en pouzzolane de 1 375 m pour 24 m de large,
- écuries de 112 boxes,
- tribunes de 1 200 places assises,
- buvette, brasserie, salon privatif, restaurant panoramique climatisé de 200 couverts, terrasse sur les pistes.

## Quelques événements locaux
- 1903 : passage du premier Tour de France
- 1910 : premier meeting aérien de Marseille
- 1949 : première course automobile

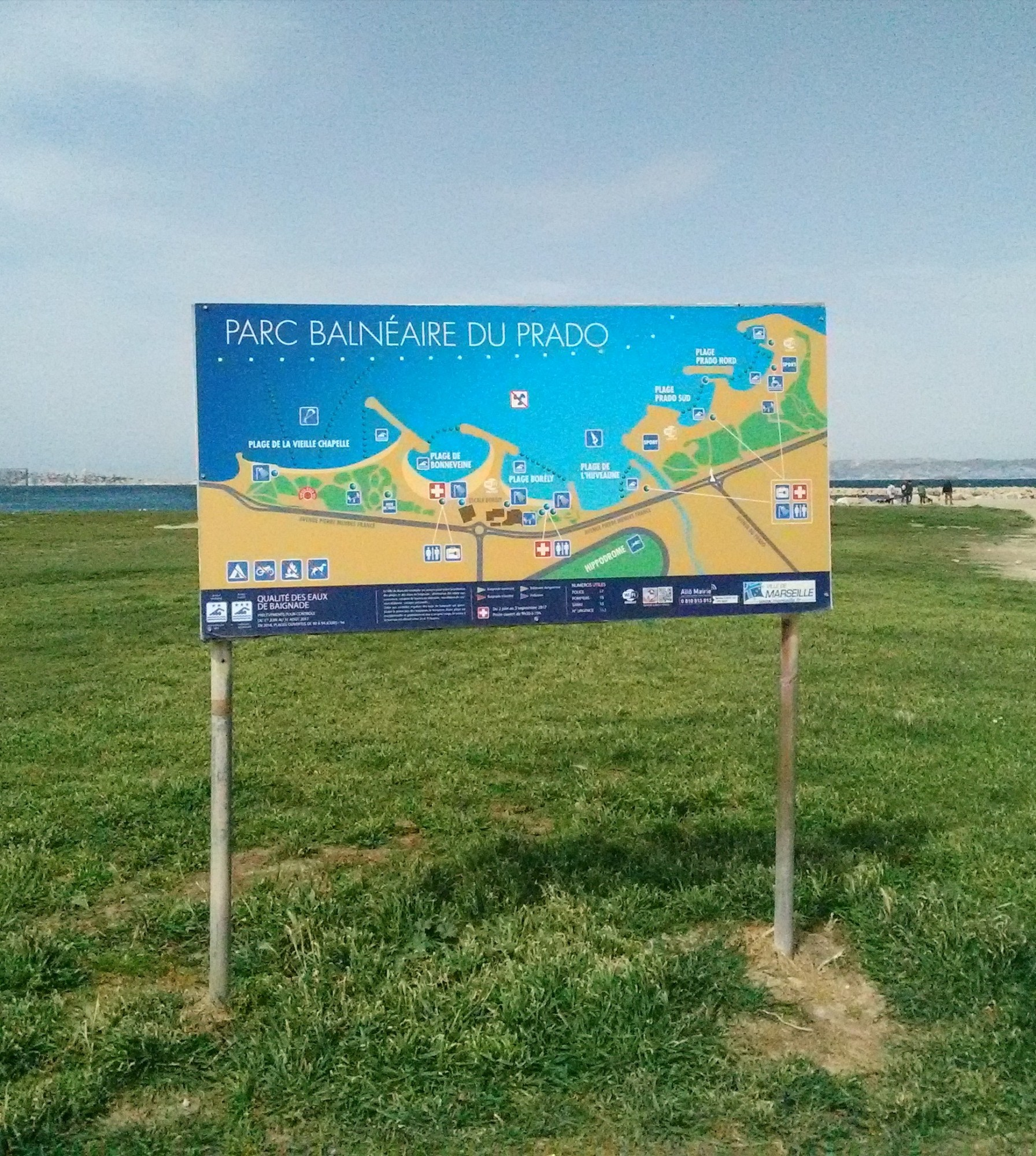
Parc balnéaire du Prado
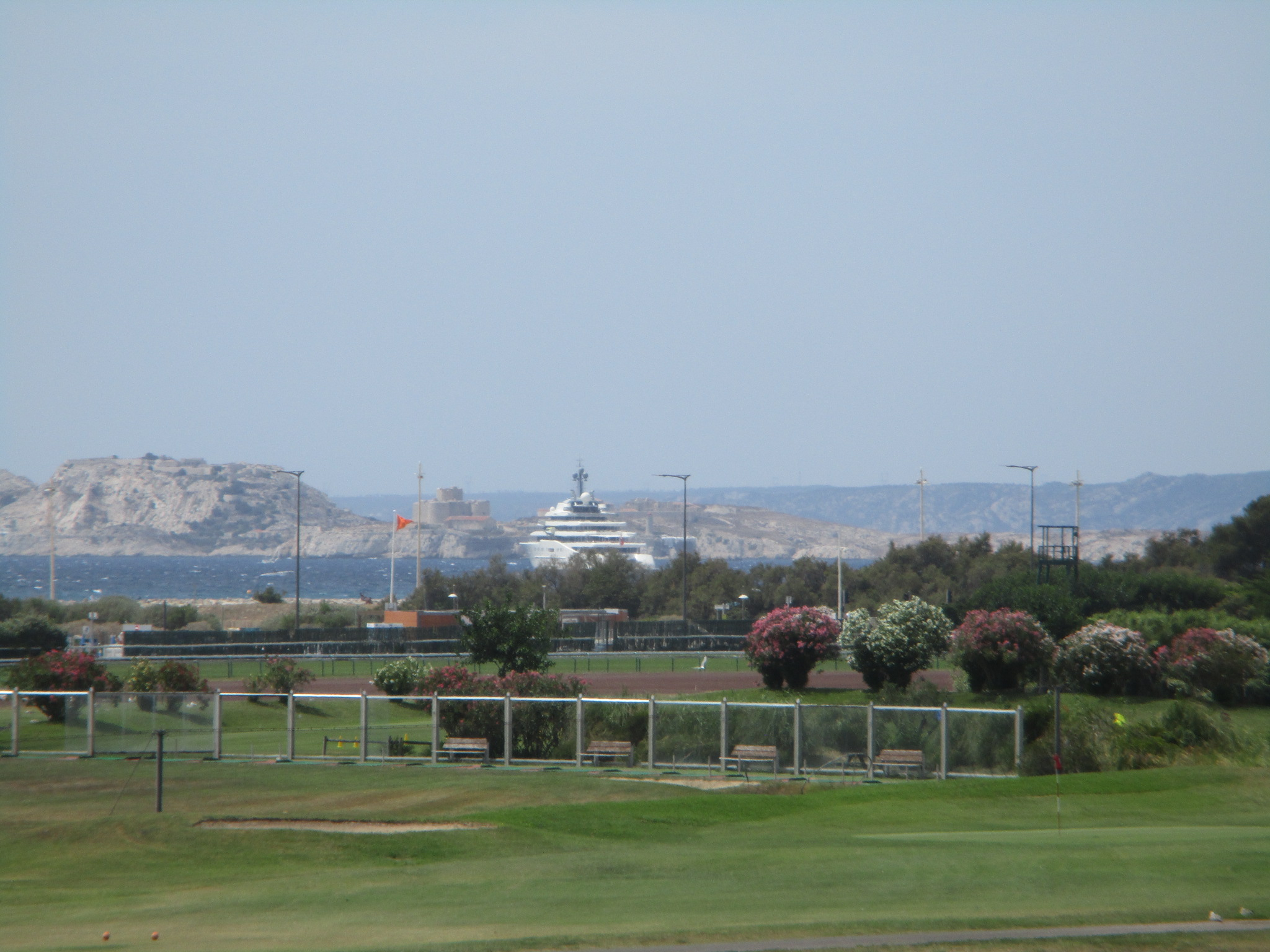
Sur fond de mer Méditerranée, îles du Frioul, et château d'If
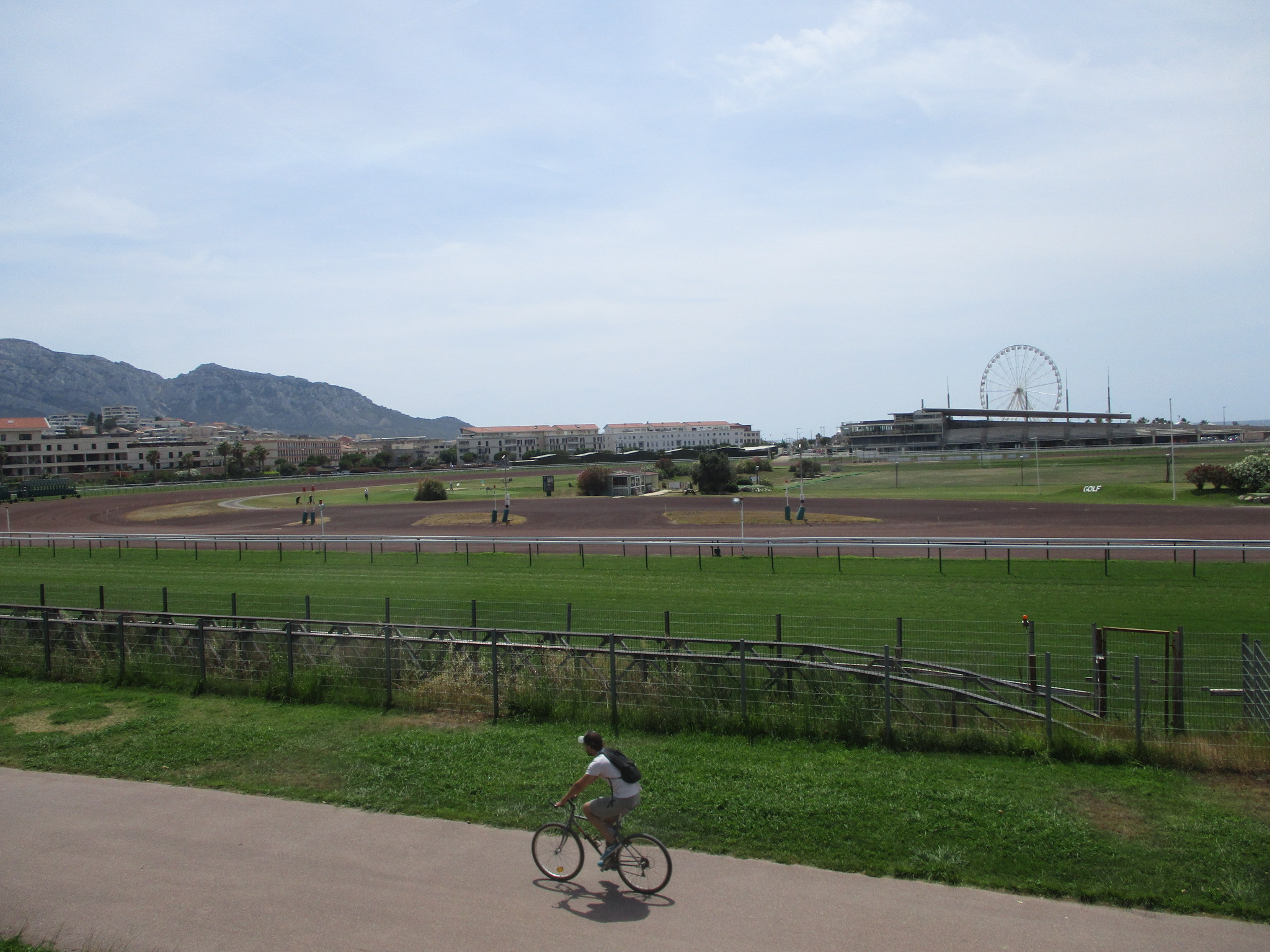
Sur fond de grande roue du parc balnéaire du Prado
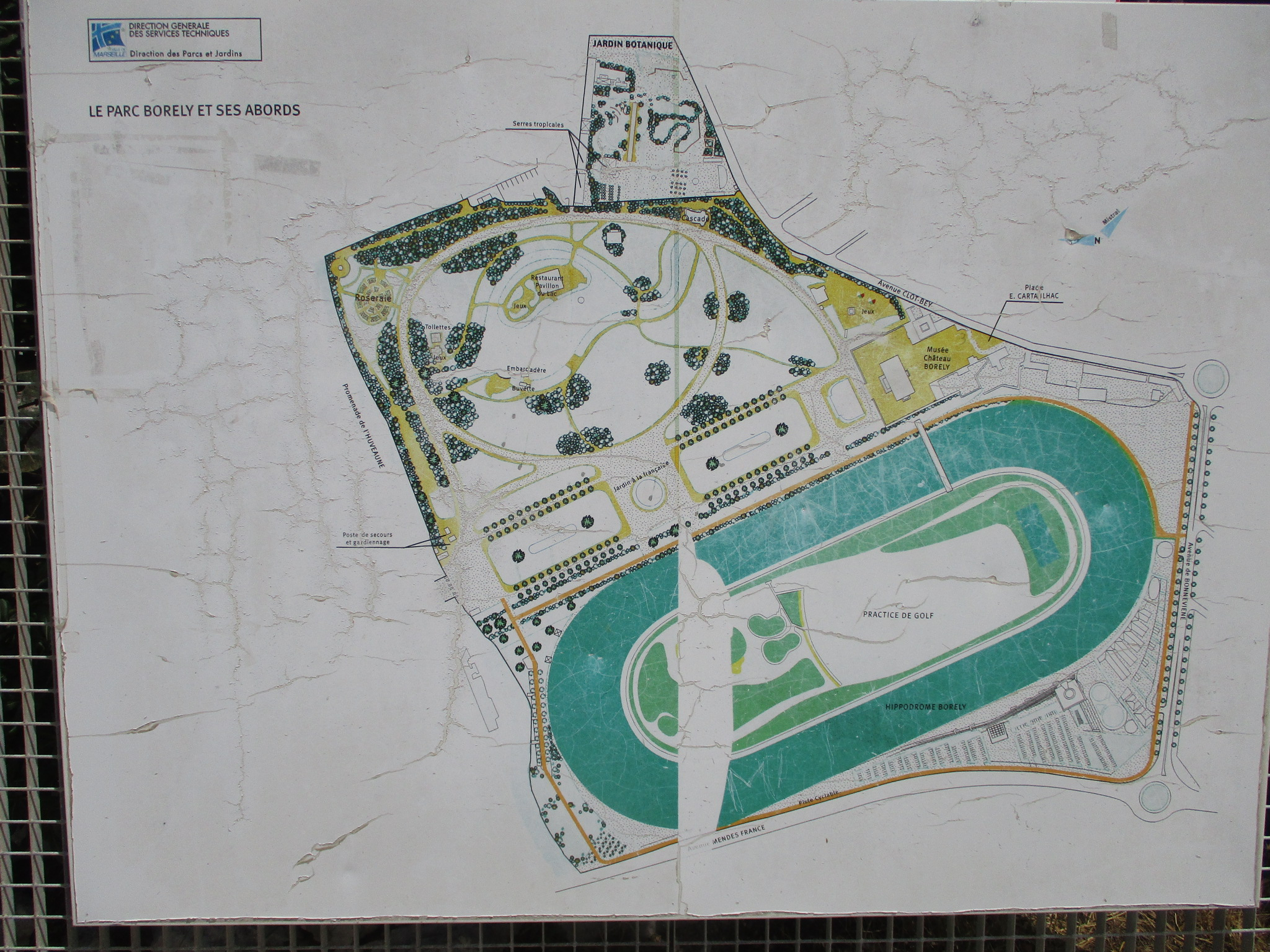
Hippodrome-golf et parc Borély
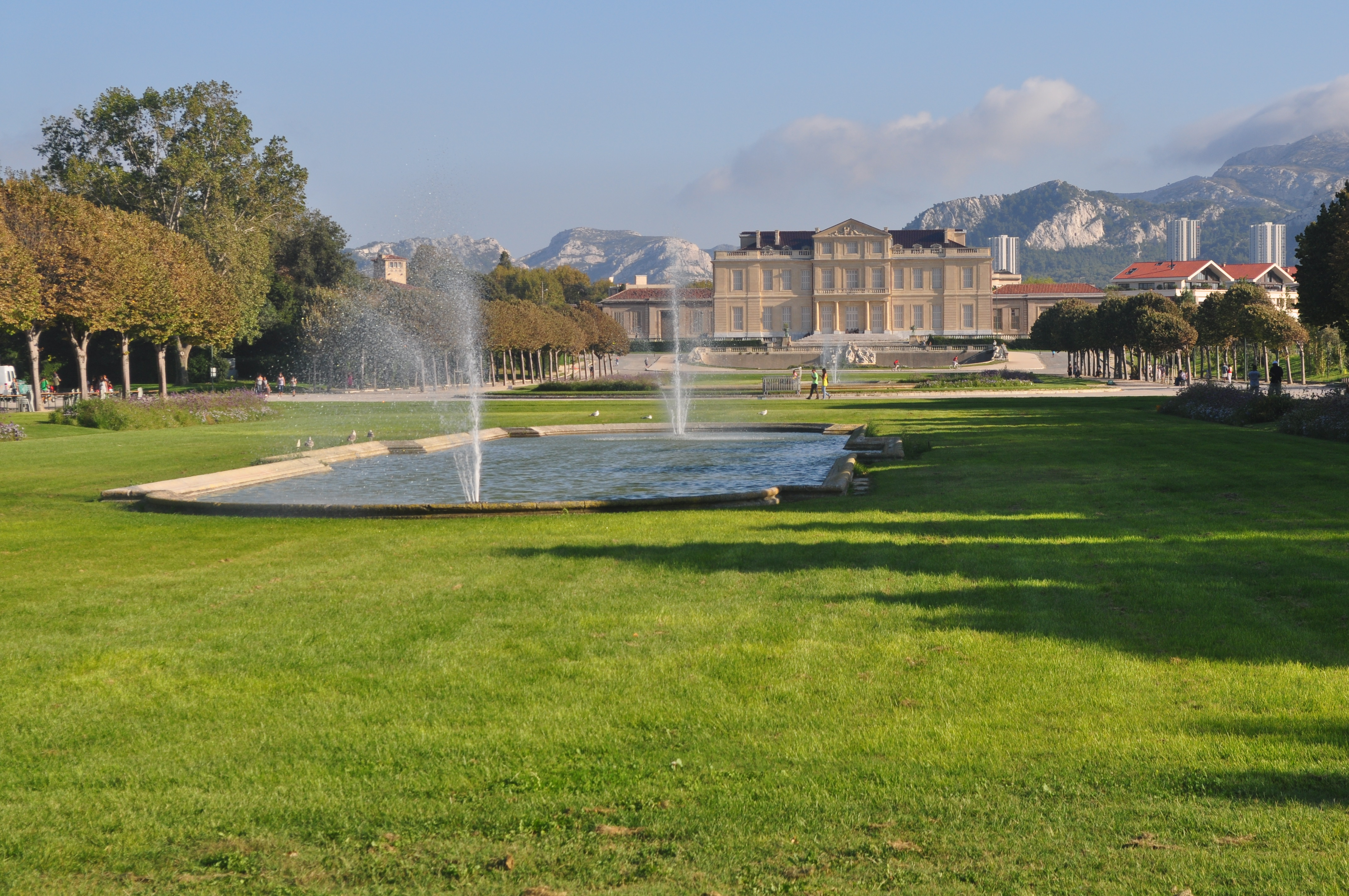
Château Borély et son jardin à la française voisin